# Chengdu J-20
Chengdu J-20 – wykonany w technologii obniżonej wykrywalności chiński myśliwiec piątej generacji. J-20 jest rozwijanym od początku XXI wieku dwusilnikowym samolotem w układzie kaczki-delta, który wszedł do produkcji seryjnej w 2015 roku.

## Historia
Według niepotwierdzonych doniesień program budowy samolotu mającego zastąpić ciężki myśliwiec J-8II rozpoczęto w 1989 roku pod oznaczeniem "2-03". Początkowo planowano szerokie korzystanie z doświadczeń i rozwiązań zachodnich producentów, ale wskutek wydarzeń na placu Tian’anmen ta droga została zamknięta. Drugim i tradycyjnym źródłem nowych technologii i rozwiązań technicznych był Związek Radziecki, a później już Rosja. Nie jest jasne, w jakim stopniu nowy samolot jest wytworem rodzimej myśli technicznej, a na ile w jego budowie uczestniczyli zagraniczni specjaliści. Prawdopodobnie w budowie i projektowaniu J-20 brali udział inżynierowie rosyjscy. Pewne podobieństwa do samolotu MiG 1-44 mogą wskazywać na udział konstruktorów MiG-a, którzy brali już udział w pracach prowadzonych w Chengdu nad myśliwcem J-10, a w 1993 roku rozpoczęła się oficjalna współpraca pomiędzy OKB MiG i chińskimi ośrodkami naukowymi zajmującymi się konstrukcjami lotniczymi.
Prace nad nową maszyną realizowano w Instytucie 611 znanym obecnie jako Chengdu Aircraft Design Institute  (chiń.: 成都飞机设计研究所; Pinyin: Chéngdū fēijī shèjì yánjiūsuǒ) pod kierunkiem głównego konstruktora Jang Wei. W 2008 roku zapadła decyzja, iż podstawą do dalszych prac będzie projekt określany jako "Projekt 718".
Na zachodzie pierwsze informacje dotyczące nowego typu chińskiego myśliwca zbudowanego z wykorzystaniem technologii obniżających skuteczną powierzchnię odbicia radiolokacyjnego pochodzą od Office of Naval Intelligence (Biuro Wywiadu Marynarki Wojennej). W 1997 roku amerykański wywiad informował o prowadzonych w Chengdu Aircraft Industry Group pracach nad nowym, wielozadaniowym myśliwcem, nazwanym w Stanach Zjednoczonych XXJ lub J-XX. Miała być to maszyna odpowiadająca gabarytami i konfiguracją rosyjskiemu MiG-owi-31 i amerykańskiemu F-15 Eagle’owi. Przewidywano, że wejdzie ona do służby liniowej w 2015 roku. Kolejne doniesienia amerykańskiego wywiadu wskazywały na Shenyang Aircraft Corporation jako miejsce prac nad samolotem, którego układ konstrukcyjny przypominał rosyjski Su-47, ale ze skrzydłami o dodatnim, klasycznym skosie. O rosyjskim rodowodzie nowego samolotu miała również świadczyć współpraca chińskich konstruktorów ze specjalistami z wytwórni Suchoja. 
W 2002 roku ujawniono zdjęcia makiety nowej maszyny, którą badano w tunelu aerodynamicznym. W 2004 roku ponownie uznano, że pracami nad samolotem zajmują się specjaliści z Chengdu. Rok później na chińskich stronach internetowych pojawiły się pierwsze zdjęcia samolotu określanego mianem J-14, przypominającego amerykańskiego Lockheeda F-22 Raptora. Specjaliści lotniczy dość sceptycznie podchodzili do ujawnionych fotografii, podejrzewając celową mistyfikację chińskich władz. W listopadzie 2009 roku generał He Weirong, zastępca dowódcy chińskich sił powietrznych, ujawnił, że w 2010 lub 2011 roku oblatany zostanie nowy chiński myśliwiec będący równorzędną konstrukcją dla F-22. Rok później na China International Aviation & Aerospace Exhibition ujawniono dalsze informacje o powstającym samolocie. Pokazano między innymi makietę kabiny samolotu, a w grudniu 2010 roku w internecie pojawiły się pierwsze zdjęcia samolotu na przyzakładowym lotnisku w Chengdu.
Oblotu nowej maszyny dokonano 11 stycznia 2011 roku; za sterami samolotu siedział pułkownik Li Gang, który wcześniej brał udział w pracach nad samolotami Chengdu J-7, JF-17 Thunder i Chengdu J-10. Ujawniony egzemplarz miał numer boczny 2001, według niepotwierdzonych źródeł istnieje jeszcze jeden samolot o numerze bocznym 2002. Przygotowania do oblotu rozpoczęto 22 grudnia 2010 roku, prawdopodobnie maszyna miała się wznieść do dziewiczego lotu 7 stycznia 2011 roku, jednak z nieznanych powodów oblot przełożono na 11 stycznia. Jest wielce prawdopodobne, że data oblotu związana była z wizytą w Chinach sekretarza obrony USA Roberta Gatesa. Sam lot w asyście dwumiejscowego samolotu J-10 trwał 21 minut.
16 maja 2012 roku do dziewiczego lotu wzbił się drugi prototyp maszyny J-20, oznaczony numerem 2002, a 1 marca 2014 roku – trzeci samolot prototypowy o numerze bocznym 2011.
10 marca 2017 roku, chiński kanał telewizji państwowej podał informację o przyjęciu maszyny na uzbrojenie Sił Powietrznych Chińskiej Armii Ludowo-Wyzwoleńczej. Nie jest wiadome ile maszyn zostało przyjętych, ale wstępne, nieoficjalne szacunki mówią o sześciu do tuzina samolotów. Mimo wejścia J-20 na uzbrojenie, nieoficjalnie wiadomo, że konstruktorzy maszyny nadal borykają się z problemami układu sterowania, powłoki pochłaniającej fale radarowe, której jakość nie spełnia oczekiwań, i brakiem docelowych silników WS-15. 9 lutego 2018 roku chińskie media podały informacje o uzyskaniu przez samolot gotowości operacyjnej. Z drugiej strony przyjęta na uzbrojenie maszyna podlega pewnym ograniczeniom. Liniowy J-20 napędzany jest przejściowym silnikiem WS-10B o niewystarczającym do potrzeb ciągu. Ogranicza to manewrowość samolotu, zasięg a w przypadku wystrzeliwanych z pokładu rakiet, skraca ich zasięg z uwagi na zbyt małą energię początkową nadaną przez samolot. Pierwsze maszyny znalazły się na stanie jednej z eskadr 9. Brygady Lotnictwa.

## Konstrukcja
J-20 jest wolnonośnym górnopłatem napędzanym dwoma silnikami. Na J-20 zastosowano układ aerodynamiczny zwany potocznie „kaczką”, w którym skośne, o dodatnim wzniosie usterzenie poziome znajduje się w części dziobowej przed skrzydłami za kabiną pilota. Skrzydła o trapezowym obrysie z krótkimi napływami, mocno przesunięte do tyłu kadłuba, krawędzie spływu skrzydeł sięgają połowy dysz silników. Skrzydła o niewielkim ujemnym wzniosie zaopatrzone w klapy noskowe na krawędzi natarcia oraz klapy i klapolotki na krawędzi spływu. Silnie rozchylone stateczniki pionowe odchylające się całą powierzchnią (usterzenie płytowe) pełniące prawdopodobnie również rolę hamulców aerodynamicznych skracających dobieg samolotu. Pod usterzeniem pionowym zamontowano nieruchome, silnie rozchylone na zewnątrz powierzchnie aerodynamiczne o trapezowym obrysie. Ich obecność może świadczyć o problemach ze statecznością kierunkową samolotu, na tyle dużą, że zdecydowano się je umieścić, chociaż wiadomo, że stanowią one element znacząco zwiększający echo radiolokacyjne samolotu.
Po obu stronach kadłuba, tuż za kabiną pilota znajdują się prostokątne, ustawione skośnie względem płaszczyzny pionowej kadłuba, wloty powietrza do silników. Są one dość szeroko rozstawione względem silników co sprzyja schowaniu ich turbin, generujących silne echo radarowe. Na kadłubie tuż przed wlotami w ich górnej części umieszczono regulatory przepływu powietrza do wlotów. Dodatkowo zmniejszają one echo radiolokacyjne jakie generują wloty powietrza do silników. W pobliżu wlotów umieszczono również klapy zapobiegające pompażowi silników. Kadłub o trapezowym przekroju z krótszą podstawą. Jego przód ma poziomą krawędź zmniejszającą echo radiolokacyjne maszyny. Mocno nachylone krawędzie boczne kadłuba również sprzyjają zmniejszeniu echa radarowego. Kroplowa osłona kabiny odchylana w całości do tyłu.
Samolot ma proste, trójpodporowe, chowane podwozie z przednim podparciem. Przednie koło chowa się do wnęki w kadłubie, główne – do wnęk po bokach kadłuba. Na kadłubie pomiędzy silnikami umieszczono komorę ze spadochronem hamującym. Nie jest jasne, jakie silniki zastosowano w prototypach. Prawdopodobnie były to rosyjskie AL-31F (możliwe jest również, że są to silniki w wersji FN) o ciągu 123 kN lub AL-37FU o ciągu (z dopalaniem) 145 kN lub chińskie WS-10G o ciągu 130 kN. Żaden z nich nie jest na tyle mocny, aby zapewnić dość dużej i ciężkiej konstrukcji (szacunkowa masa samolotu wynosi około 40 ton) jaką jest J-20 odpowiednią prędkość naddźwiękową bez użycia dopalaczy. 19 września 2017 roku, w powietrze wzbił się po raz pierwszy 7 prototyp samolotu, od pozostałych różnił się zastosowanymi silnikami, był to jednostki WS-10B. Był to krok w kierunku uniezależnienia konstrukcji od rosyjskich komponentów. Kolejną, rodzimą wersją silnika ma być WS-10G, jednostka o ciągu rzędu 152 - 155 kN i możliwością wektorowania ciągu. W 2023 roku, samolot otrzymał pierwsze chińskie silniki skonstruowane specjalnie dla samolotów V generacji, Wōshàn-15 (WS-15) o ciągu 180 kN. Według niektórych relacji, silniki WS-15 znajdują się już na etapie produkcji seryjnej
Według dostępnych informacji, samolot ma skuteczną powierzchnię odbicia RCS 0,025 m². Samolot ma 21,2 metra długości i 13,01 metra rozpiętości, jego wysokość zaś sięga 4,69 metra.
Uzbrojenie będzie przenoszone w wewnętrznych komorach uzbrojenia, lecz dość duży prześwit między dolną krawędzią kadłuba a ziemią sugeruje również możliwość zastosowania uzbrojenia podwieszanego na zewnętrznych węzłach.